# Adoção (Roma Antiga)

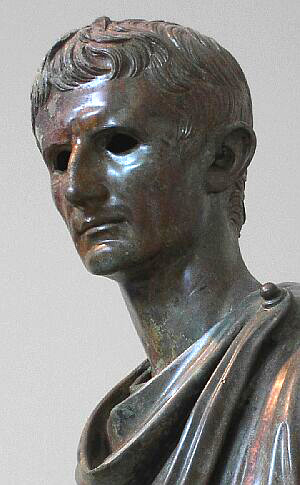
Estátua de bronze de Augusto, Museu Arqueológico de Atenas.

Na Roma antiga, a adoção (em latim: adrogatio) de rapazes era uma prática relativamente comum, particularmente entre a classe senatorial. A necessidade de um herdeiro, em contraponto às elevadas despesas que o sustento e educação dos filhos obrigava, levava as famílias da classe alta a tentarem ter pelo menos um filho, evitando, contudo, uma prole exagerada. A adopção aparecia como uma solução quase óbvia que, além do mais, permitia o estabelecimento e fortalecimento de laços entre famílias e o reforço de alianças políticas. Durante o Império Romano, este sistema de adopção serviu muitas vezes para permitir sucessões ao trono pacíficas, ao dar a possibilidade ao imperador de escolher o seu sucessor, ao assumi-lo como filho adoptivo.